# The Mistress of Shenstone
Pour plus de détails, voir Fiche technique et Distribution.
The Mistress of Shenstone est un film muet américain réalisé par Henry King, sorti en 1921, d'après le roman La Châtelaine de Shenstone écrit en 1910 par Florence L. Barclay.

## Synopsis
Lady Ingleby, dont le mari est au front, reçoit la nouvelle de la mort de celui-ci, ce décès étant la conséquence d'un accident perpétré par l'un de ses compagnons d'armes. Elle se retire alors sur la côte de Cornouailles pour y vivre son deuil. Elle y rencontre Jim Airth, qui lui sauve la vie lors de la montée de la marée sur la plage où elle s'était endormie. Une romance se développe entre eux mais, lorsqu'elle apprend que c'est lui qui est à l'origine de l'accident qui a coûté la vie à son défunt époux, ils se séparent. Plus tard, elle revient sur la côte, car elle ne peut vivre sans lui.

## Fiche technique
- Titre original : The Mistress of Shenstone
- Réalisation : Henry King
- Scénario : d'après le roman La Châtelaine de Shenstone de Florence L. Barclay
- Photographie : J. Devereaux Jennings
- Société de production : Robertson-Cole Pictures Corporation
- Société de distribution : Robertson-Cole Distributing Corporation
- Pays de production :  États-Unis
- Langue : anglais
- Format : Noir et blanc - 35 mm - 1,37:1 - Muet
- Genre : Comédie dramatique
- Durée : 6 bobines
- Dates de sortie :
  - États-Unis : 27 février 1921
- Licence : Domaine public

## Distribution
- Pauline Frederick : Lady Myra Ingleby
- Roy Stewart : Jim Airth
- Emmett King : Sir Deryck Brand
- Arthur Clayton : Ronald Ingram
- John Willink : Billy Cathcart
- Helen Wright : Margaret O'Mara
- Rosa Gore : Amelia Murgatroyd
- Helen Muir : Eliza Murgatroyd
- Lydia Yeamans Titus : Susannah Murgatroyd